# Lucien Quélet
Lucien Quélet est un médecin, naturaliste et mycologue français, né le 14 juillet 1832 à Montécheroux (Doubs) et mort le 25 août 1899 à Hérimoncourt (Doubs) à l'âge de 67 ans.
Dans cette première période de la mycologie scientifique, dont les bases furent jetées par Persoon, Bulliard, Schaeffer et surtout par le fondateur de sa systématique, Fries, Lucien Quélet contribue puissamment à l'œuvre commune et s'impose comme la figure dominante de « l'école française de mycologie. »
Sa Flore mycologique de la France et des pays limitrophes sera l'un des grands classiques de la science des champignons supérieurs. Cet ouvrage majeur, complété par ses émules Frédéric Bataille (1850-1946) et François Margaine (1900-1970), introduit près de quatre cents espèces nouvelles et propose une nouvelle classification des champignons qui, à la fois incluant et bouleversant celle de Fries, sera à la base de la systématique mycologique du XIXe siècle.
Excellent observateur et peintre talentueux, ses nombreuses aquarelles ont été déposées au Muséum national d'histoire naturelle de Paris.
Il fut en outre l'un des fondateurs de la Société mycologique de France en 1884 dont il devint le premier président, puis le président d'honneur.

## Biographie
Lucien Quélet est né dans une famille de cultivateurs, à Montécheroux, le 14 juillet 1832. Orphelin dès sa jeunesse (son père meurt alors qu'il n'a que 4 ans), et élevé par ses tantes, il montre des prédispositions pour la peinture, le latin et surtout pour les sciences naturelles, d'abord la géologie et l'archéologie, puis les papillons et les fleurs qu'il collectionne. Sous l'influence de ses oncles maternels, Charles et Frédéric Perdrizet, tous deux pasteurs protestants et « mycophiles », qui l'emmènent herboriser, il se passionne très tôt pour les champignons. Ils lui apprennent aussi le latin et à dessiner les plantes,. 

### Quélet médecin de campagne
Après des études classiques au collège de Montbéliard (bachelier ès-lettres), il renonce au séminaire protestant pour passer son bac ès-sciences et étudie la médecine à Strasbourg, où il soutient sa thèse Essai sur la syphilis du foie, après avoir échoué au concours de professorat,,.
Docteur en médecine à 24 ans, il installe sa pratique en 1856 à Hérimoncourt (près de Montbéliard) où il se marie le 14 août 1858 avec la fille du maire d’Hérimoncourt, Hélène Mégnin (1839-1921), et où il résidera jusqu'à sa mort, à 67 ans, le 25 août 1899,.
Il montre une activité médicale intense et une grande dévotion pour ses malades. Alors qu’il n’est pas encore diplômé, il se porte volontaire en 1854 pour soigner les victimes d’une épidémie de choléra qui ravage la région. Plus tard, pendant la guerre de 1870, il est médecin des ambulances de Valentigney et d’Hérimoncourt. 

### Éclosion du naturaliste
Au début, il ne s’adonne à la botanique qu' à ses rares moments de loisirs. Durant vingt ans, partagé entre sa pratique médicale et sa passion pour les sciences naturelles, il étudie les plantes phanérogames. Mais très vite sa préférence évoluant vers les cryptogames, il travaille tant le sujet qu'il est à même de publier, en 1869 [paru en 1872], un « Catalogue des Mousses, Sphaignes et Hépatiques des environs de Montbéliard. »
Ce cap franchi, sa vocation semble avoir basculé. D’après Gilbert, il aurait abandonné la médecine vers l’année 1880, pour se consacrer pleinement à l'étude des champignons, même s’il continue de soigner ses malades les plus proches. 
« Pendant quelque vingt  ans, écrit-il, ces recherches ont absorbé et charmé les loisirs rares mais accumulés d’un médecin de campagne, qu’un  heureux  hazard [sic] a jeté dans une contrée propice au monde des champignons. »
À partir de 1870, il explore dans le Jura et les Vosges, jouissant d'une bonne constitution physique qui lui permet de longues herborisations. Il décrit chaque récolte avec une grande précision, la vérifie dans la littérature spécialisée et affine son sens aigu de la critique. Fries, avec qui il correspond en latin, devient son principal correspondant et son premier maître. Plutôt que de lui adresser ses spécimens par courrier, Quélet préfère lui envoyer de petites aquarelles, qui sont toujours conservées à Uppsala.
Sa première étude mycologique, dédiée à Fries, Les Champignons du Jura et des Vosges, parait à partir de 1872, suivie par 22 suppléments et 2 hors-série, illustrée par de superbes planches, ouvrage qui lui vaudra la médaille d’argent au concours des Sociétés savantes à la Sorbonne en 1876, puis le prix Desmazières, décerné par l’Institut en 1878.
Fin observateur, sa prodigieuse mémoire alliée à son esprit méthodique et critique lui permet bientôt, non seulement de décrire de nombreuses espèces nouvelles, mais aussi de contribuer à leur systématique et de correspondre, même en latin, avec les plus grands mycologues de son époque : Boudier, Bresadola, Cooke, Patouillard et surtout son maître suédois, Magnus Elias Fries.
À partir de 1880, il explore régulièrement les Vosges, en compagnie d’Antoine Mougeot et René Ferry. En 1884, avec plusieurs membres de la Société d’Émulation des Vosges, il est décidé la création de la Société mycologique de France. Quélet en sera le premier président pendant deux ans, puis président d’honneur.

### Quélét mycologue et systématicien
Au sommet de sa maturité, il abandonne peu à peu la classification de Fries pour esquisser la sienne, qu'il publiera en 1885 dans son second ouvrage, rédigé en latin, « Enchiridion Fungorum in Europa media et præsertim in Gallia vigentium (1886) », qui sera récompensé en 1886 par le prix Montagne décerné par l’Institut. 
Puis il livre en 1888 son œuvre maîtresse : la « Flore mycologique de la France et des pays limitrophes ». Ce gigantesque travail de synthèse va bouleverser les conceptions de l'époque et devenir une référence mondiale pour la mycologie des champignons supérieurs,.
Sa nouvelle classification ne fait pas l’unanimité – ce qui n’est pas sans le vexer et il boudera la toute jeune Société mycologique de France.  Nul ne conteste sa faculté innée « de percevoir les caractères essentiels et les affinités spécifiques » (Gilbert). En France, il est, avec Boudier, la référence incontournable de cette époque. On le sollicite de partout ses conseils ou ses déterminations auxquels il répond sur des cartes postales. En dehors de sa région et des Vosges, il explore un peu la Forêt Noire, la Suisse, l'Angleterre, invité au congrès de Hereford en 1879. Il visite également quelques régions françaises, à travers les congrès de la Société Botanique de France, de la Société Mycologique de France ou de l’Association française pour l’Avancement des Sciences.
En plus de la systématique et la taxinomie, il s’intéresse à la mycotoxicologie, n’hésitant à tester sur lui-même la comestibilité des champignons « J’ai fait maints périlleux essais » écrit-il. En dehors de la mycologie, il s'intéresse à la géologie, la botanique, cryptogamie, les papillons. Vers la fin de sa vie, il se fait plus éclectique et revient à ses  amours de jeunesse, l'ornithologie, la malacologie et surtout à l'étude des coléoptères.
Après avoir lutté pendant un an contre la maladie, Quélet décède à Hérimoncourt le 25 août 1899, à l’âge de 68 ans, rejoignant son fils René, disparu en 1878, emporté par la scarlatine à l’âge de 17 ans. Il laisse le souvenir d’un naturaliste complet et accessible comme en témoigne son biographe Bernard : « On entrait chez lui avec l’intention d’une visite rapide ; un entretien s’engageait sur les choses communes, le temps passait, le reste ne comptait plus. Dans les excursions, entraîné par son ardeur de recherches, il était le premier en tête, ou bien ralentissant sa marche, il signalait en passant une station de plantes rares, un affleurement de terrains ; car son érudition s’étendait à tous les domaines de la science : antiquités, géologie, insectes, mœurs des oiseaux, tout lui était familier. Au moment des haltes, le savant faisait place à un causeur plein de gaieté, d’entrain, d’humour ». Gilbert le dépeint plutôt avec un « caractère indépendant, d’une nature froide, dure, sauvage même depuis la mort de son fils ». Il était cependant, d’après les renseignements qu’il a recueillis, « bon et d’une grande loyauté, serviable et même obligeant ».

### L'Herbier de Quélet
Le bon Amédée Galzin qui rend visite à la famille Quélet après sa mort, ne cache pas sa déception devant l'absence d'herbier :  « Le terrain était le laboratoire de Quélet, ses moyens étaient ses jambes et ses yeux;  il était arrivé à une maîtrise que peu posséderont et qui lui a permis de faire les descriptions parfaites de la Flore Mycologique, [...]. Élève de Fries, comme son maître, il n’ajoutait pas l’importance que nous donnons à l’étude des champignons par le microscope; pour lui toute bonne classification devait reposer sur des caractères extérieurs faciles à saisir de tous. Cette idée nous explique sa classification de la Flore Mycologique que personne ne suit.  [...] Les temps marchent, nous savons qu’une classification n’est possible que par l’étude microscopique des éléments d' l’Hyménium, méthode inaugurée par les frèresTulasne;  mais qu’il n’a pas su ou mieux, n’a pas voulu voir, et dans laquelle est entré franchement M. Patouillard . » 
Pourtant, il est dit que l'herbier Quélet fut donné à la SMF en 1937 [BSMF 1937]. En 1938, il est signalé [BSMF LIV (1)] qu’une partie a été dépouillée et mise en sachets. Il est, semble t-il, peu fourni, inclus dans l’herbier général du Muséum national d’Histoire naturelle de Paris. 
Georges Becker décrit ainsi « cet obscur médecin qui voulait tout connaître et dont le sens de l'observation aura permis de tout déterminer et de nommer ce qui était encore inconnu. En explorant le Jura et les Vosges, il a beaucoup réfléchi et fait profiter ses contemporains de son expérience en publiant une flore qui se consulte encore avec profit. [...]  cet homme opiniâtre et têtu, considéré un peu comme un maniaque par ses contemporains, mais dont le nom a fait le tour du monde et ne se prononce plus aujourd'hui qu'avec vénération !  Car, si Quélet a réinventé une nomenclature complètement nouvelle et révolutionnaire qui, dans l'ensemble, n'a pas été ratifiée par ailleurs, il a fourni tant d'aperçus ingénieux et il a eu une telle influence sur ses disciples qu'il a donné à la Mycologie française une impulsion qui n'est pas près d'être épuisée. Il a laissé derrière lui une tradition vivace, qui s'est perpétuée particulièrement dans sa Franche-Comté natale, où son souvenir ne meurt pas,. »

## Travaux de Botanique et Mycologie
- 1869 : « Catalogue des mousses, sphaignes et hépatiques du pays de Montbéliard », Mémoires de la Société d'émulation de Montbéliard, V(2e Série):43-332 (1er Supplément:317-321), pl. I-XXIII + Ipl. double, col..
- 1873 : - Les Champignons du Jura et des Vosges (2e Partie). Mém. de la Soc. d’Emul. de Montbéliard V(2e Série):333-427 (2e Supplément: 338-360), pl. I-V, col..
- 1873 : - Les Champignons du Jura et des Vosges (1re et 2e Parties + 1er et 2e Suppléments). 424p., 24+5pl.col.. (Paris et Montbéliard).
- 1870-1875 : « Les Champignons de Jura et des Vosges » . Ouvrage dédié à Elias Fries, illustré de belles planches en couleurs de l'auteur. Il fut publié en trois tomes dans les Mémoires de la Société d'émulation de Montbéliard. Il sera complété par vingt deux suppléments, parus de 1875 à 1902 avec la collaboration de Frédéric Bataille (1850-1946) pour les monographies des principaux genres. Total 438 p. et 37 pl. coul.
- 1878 : L. Quélet et M.C. Cooke - « Clavis Synoptica Hymenomycetum europaearum ». 240p.. (London). [R.M. I :139 (1879)]
- 1879 : - « Champignons récemment observés en Normandie, aux environs de Paris et de La Rochelle, en Alsace, en Suisse et dans les montagnes du Jura et des Vosges ». suppl. 9.,  Bull. Soc. Amis Sc. Nat. Rouen, sér. II, 15 p. 151-184, 195 + pl. i-iii. [reprint 1880, 1-35].
- 1884 : - « Aperçu des qualités utiles ou nuisibles des champignons. » 22p.. (Bordeaux). [extr. des Mém. de la Soc. des Sc. phys. et nat. de Bordeaux]
- 1886 : - « Enchiridion fungorum in Europa Media et præsertim in Gallia vigentium » (Manuel des Champignons trouvés en Europe Centrale, et particulièrement en France), 352 p. Un des deux ouvrages fondamentaux dans lesquels il expose son système de classification.
- 1888 : - « Flore mycologique de la France et des pays limitrophes », 492 pp., Paris, Octave Doin éd.  Ce second ouvrage exposant sa classification est la source de la plupart des noms de genres, notamment de Polyporaceae.
- 1891 : Quélet, L. & Contejean, Charles - « Énumération des plantes phanérogames de Montbéliard »
- 1902 : Quélet, L. & Bataille, F. - « Flore monographique des Amanites et des Lépiotes », 88 p.

## Principaux sujets d'études
- Histoire (commentaires sur des travaux de De Brondeau [RM 1892] et Bulliard [RM 1895])
- Inventaire régional (Alsace, Charente-Infèrieure [La Rochelle], Jura [CJV et suppl.], Luchon [RM 1888], Paris et environs [BSBF 1876], Saône-et-Loire [Autun [BSMF 1886], Seine-Maritime [BSASNR 1879], Sud-Ouest [ASNBSO 1884], Vosges [BSMF 1885 ; CJV et suppl. ; RM 1881,1882,1883,1884])
- Systématique (classification et nomenclature des Hyméniés [BSBF 1876])
– Taxinomie (Amanita, Cortinarius [Gr. 1877-78,1878-79], Guepinia [JB 1888], Lepiota [BSMF 1888 ; RM 1893], Myxogastres [JM 1879 ; RM 1879], Nucléés [RM 1879], Ombrophila [JB 1888], Polyporus tinctorius [BSBF 1881])
– Vulgarisation (champignons comestibles et vénéneux [BSBF 1876], importance de la saveur et de l’odeur [BSMF 1886], qualités utiles et nuisibles [MSSPNB 1884])

## Principaux taxons (nom. nov.) décrits par Quélet
Parmi de nombreux genres créés par Quélet, on citera : Calyptella, Gyroporus, Leptoporus, Omphalina, Phellinus, Rhodophyllus, Sarcodon, Stropharia, Phylloporus, Xerocomus.
Près de deux cents espèces et sous-espèces, dont : Amanita coccola var. barlae (CRAFAS 1886), Amanita junquillea, Amanita ovoidea var. exannulata, Ascophanus ruber (Grevillea 1880),
- Boletus armeniacus, Boletus boudieri (BSBF 1878), Boletus sanguineus var. gentilis,
- Calodon amicum, Cantharellus cupulatus var. grisellus, Cantharellus friesii, Ceratella ferryi (RM 1893), Clavaria brondaei (RM 1892), Clavaria epiphylla, Clitocybe isabella, Collybia aerina, Collybia longipes var. fusca (1885), Collybia pulla var. vaporaria (RM 1890), Coprinus albulus, Coprinus eburneus, Coprinus gonophyllus (RM 1885), Coprinus patouillardii, Cordyceps odyneri (BSMF 1886), Corticium alliaceum, Cortinarius bibulus (CRAFAS 1880), Cortinarius brondaei (RM 1892), Cortinarius cookei, Cortinarius hemitrichus var. calvescens (1885), Cortinarius lebretonii, Cortinarius sulfurinus, Crepidotus pallescens (BSBF 1878), Cribraria mutabilis,
- Dacrymyces papaveris (RM 1892),
- Eccilia nigella, Entoloma erophilum var. pyrenaieum, Epichloe virescens (Grevillea 1879), Erinella pudibunda (BSMF 1886),
- Flammula glutinosa, Galera minuta,
- Hebeloma sacchariolens, Helotium stagnale (Grevillea 1880), Helotium sulfurinum (Grevillea 1880), Helvella nana, Humaria muralis, Hydnum amicum (Grevillea 1880), Hygrophorus bresadolae,Hygrophorus puniceus var. nigrescens,
- Inocybe brunnea, Inocybe grammata, Inocybe merletii, Inocybe praetervisa, Inocybe tenebrosa, Inocybe tomentella, Inocybe umbratica,
- Lachnella lactea (Grevillea 1880), Lactarius decipiens (BSMF 1886), Lactarius spinulosus, Lentinus gallicus, Lepiota barlae (CRAFAS 1897[98]), Lepiota echinellus (BSMF 1888 in Bernard), Lepiota excoriata var. montana (BSMF 1886 in Barla), Lepiota forquignonii, Leptonia gillotii (BSMF 1886),
- Marasmius littoralis, Mitrula nigripes, Mollisia opalina, Morchella willica (Stat. Vosges [Mougeot et Ferry] 1887), Mycena floridula, Mycena galopus var. mougeoti, Mycena nivea, Mycena rubella,
- Otidea sparassis (RM 1892),
- Peziza ampellina (Grevillea 1880), , Peziza buxea, Peziza opalina (Grevillea 1880), Peziza rubrans (RM 1892), Phialea lilacea (Grevillea 1880), Phialea rosulea, Pholiota humicola, Pistillaria patouillardii, Pistillina patouillardii, Pleurotus columbinus, Pleurotus roseolus, Pluteus bigeardii (Bull. Soc. Sc. Nat. Saône-et-Loire 1900), Pluteus tenuiculus (Grevillea 1880), Pluteus phlebophorus var. marginatus, Polyporus forquigninii, Polyporus zonatus var. albescens (RM 1883), Psalliota bitorquis, Psathyra bipellis, Pseudo-phacidium ilicis (1882),
- Ramaria rubescens (RM 1892), Rhyzopogon suavis (Grevillea 1880), Russula barlae (CRAFAS 1882 [83]), Russula incarnata (1883), Russula lilacea, Russula mollis, Russula raoultii, Russula sanguinea var. lucandi (Figures peintes des Champignons de France [LUCAND] 1885), Russula smaragdina (BSMF 1886),
- Stereum venosum, Stilbum kervillei (BSASNR 1884), Stemonitis lilacina, Strumella darntiana,
- Tremellodon crystallinum var. fuliginosum, Tricholoma sordidum var. feuilleauboisii (Figures peintes des Champignons de France [Lucand 1885), Tuber fulgens (Grevillea 1880), , Typhula corolina, Typhula stolonifera

## Taxons dédiés à Quélet
- Fries lui dédia le genre Queletia en 1871 et une soixantaine d'espèces éponymes lui ont été dédiées par les mycologues du monde entier, sous l'épithète de queletii ou queletianus (-um) parmi lesquelles :   Boletus queletii Schulz., Coprinus queletii Forquignon (BSMF 1888), Craterellus queletii Ferry (RM 1892), Cudonia queletii Fr., Helvella queletii Bres. (Rev. Mycol. 1882), Hygrophorus queletii Bres. 1881, Hyponectria queletii Karst. (Hedwigia 1882), Inocybe queletii Konrad (BSMF 1929), Lepiota queletii Schulzer (Hedwigia 1885), Lepiota queletii Saccardo et Sydow (Sylloge 1899), Leptonia queletii Boud., Odontia queletii Bourd. et Galzin (BSMF 1914), Russula queletii Fr.

Boletus (Tubiporus), Bovista, Cantharellus, Cellularia, Ceratellopsis, Clitocybe, Coprinus, Corticium, Cortinarius, Cyathicula, Daedalea, Dasyscyphus, Dictyopus, Entoloma, Geastrum, Globaria, Gyromitra, Hebeloma, Hydnellum (Hydnum), Lentinus, Lenzites, Leotia, Leptoglossum, Leptotus, Marasmius, Melanoleuca, Merulius, Metulodontia, Mycena, Nectriopsis, Odontia, Panaeolus, Phialea, Pistillaria, Pocillaria,  Polyporus queletianus, Sesia, Steccherinum (Phlebia), Striglia,
Helvella queletiana, Russula queletiana, Tuber queletianum
- Quelques sous-espèces : Boletus rutilus var. queletii, Lactarius bertillonii var. queletii, Lentinellus bisus f. queletii, Russula drimeia var. queletii, Inocybe eutheles var. queletii, Hohenbuehelia (Geopetalum) geogenia var. queletii, Lepiota gracilenta var. queletii, Boletus luridus var. queletiformis